# Eugène Dourcy
 Eugène Dourcy , né le 4 février 1883 à Reims et mort 17 février 1956 dans cette même ville, est un architecte français très impliqué dans la reconstruction des bâtiments de Reims après la Grande Guerre.

## Biographie
Eugène Dourcy est né le 4 février 1883 à Reims.
Il est le petit-fils de Servais Joseph Dourcy venu de Petit-Rechain et le fils de Léon Dourcy (1844-1934) et d’Adèle Godin (1846-1913).
Il a épousé, en 1907, Albertine Constance Lainé (1885-1975).
Il a été l’élève des architectes Léon Margotin, Henri Deneux, Hippolyte Portevin et René Vuibert.
Il succédera à Louis Mennecier, vers 1935.
Il est décédé à Reims le 17 février 1956 et est inhumé au cimetière du Sud de Reims.

## Fonctions
Il fut :
- Membre de la Société des Architectes de la Marne (S.A.M.],
- Architecte (S.A.M / S.A.A.M),
- Conservateur du musée des Beaux-Arts de Reims de 1937 à 1947[4],
- Membre de la Société d’Archéologie Champenois (SAC)[5].

## Réalisations
- Immeuble au 63 rue Cérès datant de 1922,
- Immeuble de rapport au 17 rue Voltaire datant de 1923,
- Immeuble au 68/70 rue du Barbâtre datant de 1923,
- Maison 3/5 rue Bailla à Reims.
- Immeuble de rapport au 129 rue Gambetta à Reims datant de 1923,
- Monument aux morts de Montaigu (Aisne).

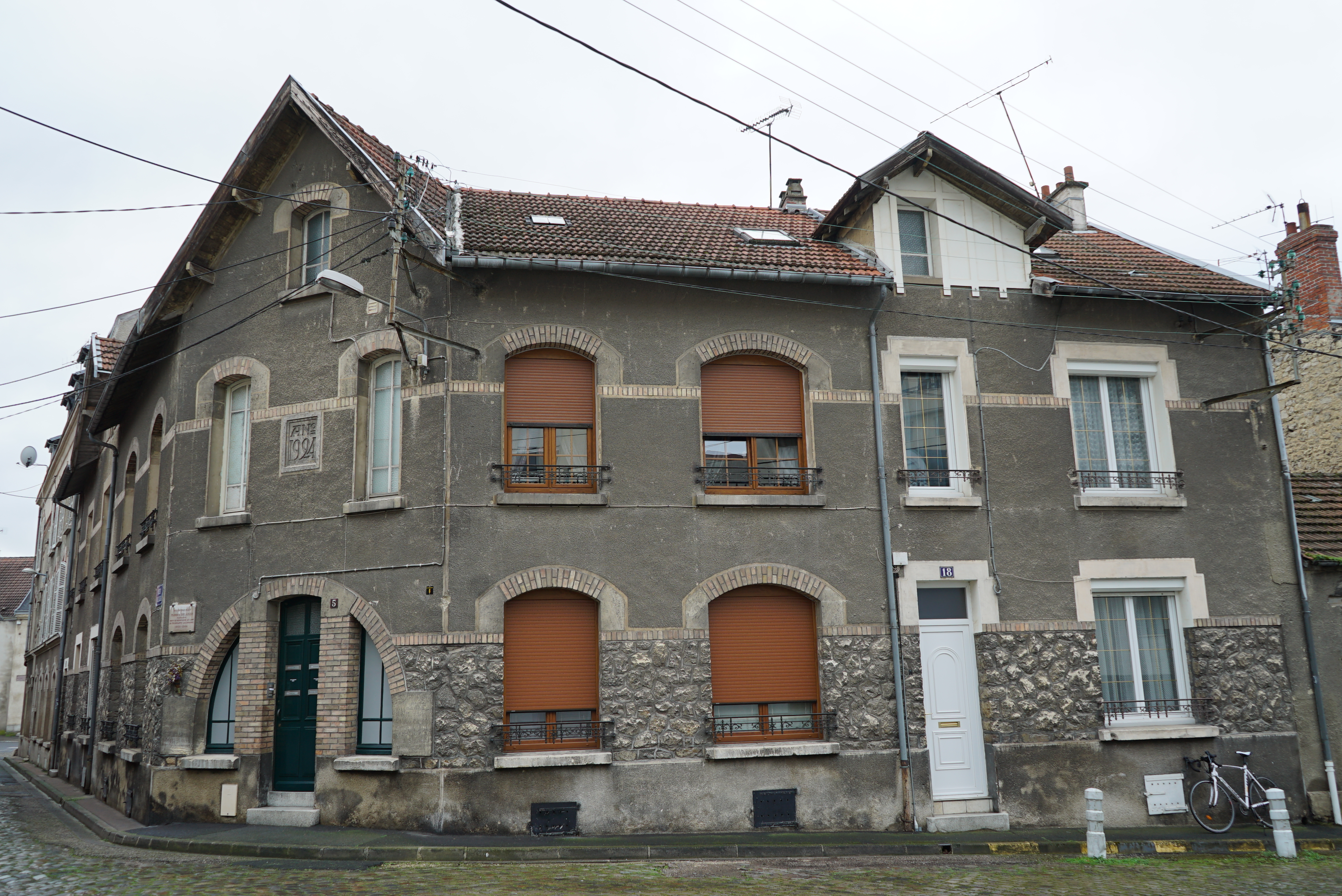
Immeuble d'angle au 5 Rue Bailla à Reims.
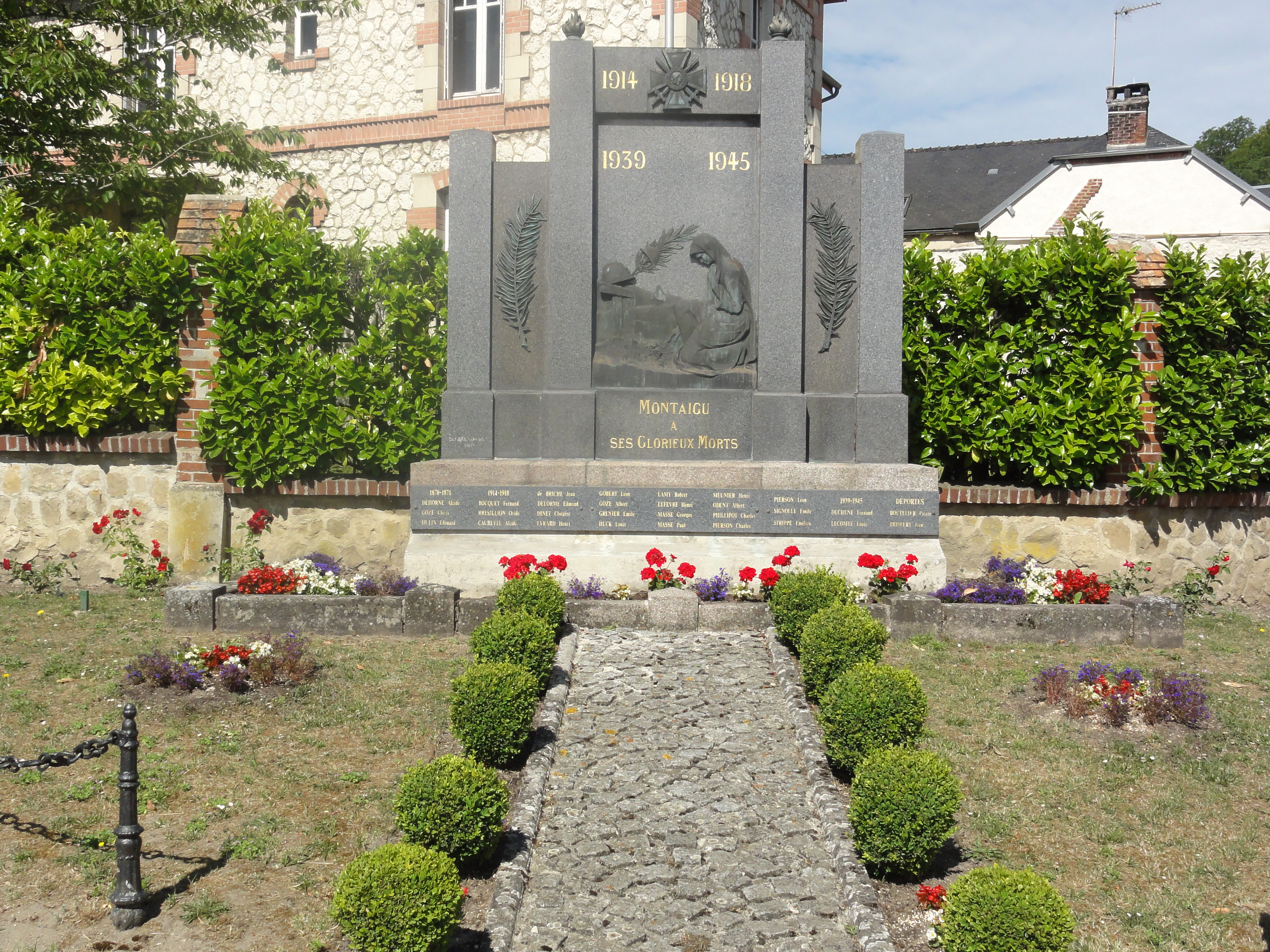
Monument aux morts de Montaigu (Aisne).